# Amenemheb
 (septembre 2016).
Si vous disposez d'ouvrages ou d'articles de référence ou si vous connaissez des sites web de qualité traitant du thème abordé ici, merci de compléter l'article en donnant les références utiles à sa vérifiabilité et en les liant à la section « Notes et références ».
Amenemheb est un prénom égyptien (parfois abrégé Méhy) porté par :
- Amenemheb, chef des archers de Thoutmôsis III
- Amenemheb, premier prophète de Khonsou (inhumé dans la tombe TT25 à El-Assasif dans la vallée des nobles)
- Amenemheb, gouverneur de Thèbes
- Amenemheb, astronome d'Amenhotep Ier
- Amenemheb, scribe (inhumé dans la tombe TT364 à El-Assasif dans la vallée des nobles)